# Husfrid (bok av Alison Bechdel)
Husfrid (originalitel: Fun Home: A Family Tragicomic) är en självbiografisk serieroman av den amerikanska serieskaparen Alison Bechdel, författare till Dykes to Watch Out For. I boken beskriver författaren sin uppväxt i Pennsylvania och sin komplicerade relation till sin far.
Boken tog sju åt att skriva, delvis beroende på de många artistiska fotografierna. Den fick ett positivt mottagande och låg bland annat två veckor på New York Times bästsäljarlista. 2009 utnämndes boken till en av de bästa under 2000-talet av The Onions A.V. Club.